# Луис да Силва Афранио Насименто
Луис да Силва Афранио Нассименто (род. 4 апреля 1971, Терезина), более известный как просто Афранио — бразильский футболист, игрок в мини-футбол.

## Биография
Начинал карьеру в большом футболе, однако из-за отсутствия в родной Терезине профессиональных футбольных клубов продолжил карьеру в мини-футболе. Играл за клубы «Инстелпи», «Гуарани» и «Оникс». В 1994 году был приглашён в «Тенерифе» — испанский клуб Серебряного дивизиона. Через несколько лет игры в канарском клубе Афранио получил предложение и из Почётного дивизиона и до 2004 года он играл за «МРА Наварра» из Памплоны.
В 2004 году бразилец перебрался в российский чемпионат, став игроком «Норильского никеля». С 2006 по 2014 год Афранио играл за «Тюмень». В сезоне 2009/10 тюменский клуб впервые в истории выиграл серебряные медали чемпионата России, и во многом это была заслуга 39-летнего бразильца, признанного по итогам первенства лучшим игроком чемпионата.

## Достижения
- Серебряный призёр чемпионата России по мини-футболу: 2010
- Чемпион Литвы по мини-футболу: 2018[1]

### Личные
- Лучший игрок чемпионата России 2009/10